# 国语国字问题
国语国字问题（日语：／）是指日本明治時代国语——日语（标准语）中汉字废止或者更改的语言政策问题。
國語國字問題主要包括在近现代日语中，于特定用途外基本不出现、使用频度较少的汉字的习得、使用问题，和某个时期的汉字使用问题等所形成的政策（公共决定）等。

## 日本主要政策的历史

### 国语改革
从影响现代日语这个角度来看，二戰战后所进行的国语改革，是所有汉字政策造成影响最大的政策之一。
此项改革基于一种发源于被占领时期的意见，即认为“对日本的传统进行重新检讨（或者排斥）的时期已经到来”。1946年4月，志贺直哉在杂志《改造》上发表《国语问题》（国語問題），提议废除汉字，采用他认为是世界上最美的语言拼字——法语。同年11月12日，《读卖报知新闻》（日语：読売報知新聞，今日的《讀賣新聞》前身，另注：日语中文意为报纸）发表题为《废止汉字》（漢字を廃止せよ）的社论。
同年3月，盟军最高司令部邀请的第一届美国教育使节团（日语：アメリカ教育使節団）于3月31日发表了第一次美国教育使节团报告书，报告指出了学校教育中使用汉字之弊害与使用罗马字之便利。
這次改革的成果是当用汉字（当用漢字）和現代假名遣（現代仮名遣い）的制定。

### 当用汉字表
基于汉字全部废除之目的，内阁于1946年（昭和21年）公布了在汉字全部废除之前可使用的汉字表，「当用汉字」所指的就是这其中所包含的1850个汉字。此表排除了使用频率较低的汉字，明确了官方文书和传媒中应当使用的汉字的范围。
并且，《当用汉字表》也尝试着简化部分比较复杂或存在多种写法的汉字。但是，这种简化并非如同中国的简化字，对相同的汉字部件进行类推简化，而是参照惯例对个别文字的简略化。
今天常见的“混同书写(混ぜ書き)”问题，也是随《当用汉字表》的出现才产生的。根据此表，对使用当用汉字无法书写的词汇可进行汉字替换；而现实中，则有人将汉字用假名发音来替代，以这种方式继续使用原有词汇，这即是所谓“混同书写”现象的由来。
为了平滑过渡到当用汉字，國語審議會于1956年（昭和31年）7月5日，决定对汉语词汇中超出《当用汉字表》所规定范围的汉字，用同音的别字进行书写替换。以下这样是较为人知的例子。（括弧内为原本的书写方式。）（译注：后为对应振假名，以及中文释义）
-  （中文意為訂購）
-  （中文意为遗迹）
-  （中文意為防禦）
-  （中文意為煽動）
-  （中文意為睿智）
-  （中文意為混淆）
-  （中文意為更生，日文也有之讀音，漢字為）
-  （中文意為激昂）
-  （中文意為智慧）
-  （中文意為掠奪）

这个方针和中国的简化字的原理有少许相似之处。但有些汉字的替换，若不特别指出则很难被意识到，比如：
-  （中文意為妨礙）
-  （中文意為意向）
-  （中文意皆媾和、講和）
-  （中文意為硬骨）
-  （中文意為格鬥）
-  （中文意為骨骼）
-  （中文意皆書翰、書簡）
-  （中文意為畸形）
-  （中文意為破壞、毀滅）

### 当用汉字别表和人名用汉字别表
当用汉字中的881个汉字，被当作小学教育期间所应习得的汉字，总结于《当用汉字表》中。这即是所谓的“教育汉字”。
在人名方面，当初的意见是，新生儿在户籍登记时不应使用当用汉字中未包含的汉字。1951年内阁公布了人名用汉字别表，承认了一部分位于当用汉字之外的汉字。此人名用汉字别表经过数次修订，1997年修订版包含了285个汉字（不过也并不是仅仅有增添的可能，1981年时因《常用汉字表》的出现而将某些已在其中出现的汉字从人名用汉字表中删除。）
但另一方面，有些简单的汉字因不在人名用汉字别表范围内，而无法在孩子的名字中使用，有当事人不服于此向札幌高等裁判所提出诉讼并获得支持，也因此内阁于2004年8月13日增加了488个汉字，加上容许字体表共计983个汉字。最初预计增加580个汉字，而后据公开意见征求的结果，删除了其中对人名不祥的汉字（如、等）。

### 对当用汉字的批评
以汉字全废为目的的当用汉字屡次遭到批判。1958年开始，杂志《聲》连载的《我的国语教室》（私の國語教室）中，福田恒存指出“目前对汉字进行限制已经是明显不可能的事情了”。因國語審議會大多数由表音主义者所占据，大会每次都由所选出的同样几位委员所构成；在1961年的大会上，发生了舟桥圣一、盐田良平、宇野精一、山岸德平等改革反对派委员退场的事件。
1962年，国语审议会委员吉田富三表示“国语（日语）是以汉字假名混合表记作为正式规则的。国语审议会在此前提下对国语的改善进行审议”，并提案将此作为审议前提。
1965年，国语审议会会长森户辰男于记者见面会上，表示“汉字假名混合表记是审议的前提。汉字全废不予考虑。”

### 现代假名使用规则
现代假名使用规则（現代假名遣）中，并没有区别历史上的假名使用规则和字音假名使用规则。
众所周知，助词维持了历史上的假名使用原则；但同时，在汉字的读法中，也有基于字音假名使用规则的情况。
在和语（日语本族语）中，是由和组成的合成语，作为语素以进行表记。
但在音读的时候，如的发音是将作为正则；而常被人写作的字，在现代假名使用规则中也应当用来表记。

### 常用汉字和JIS
常用汉字是指1981年内阁所公布的汉字表中所包含的1945个汉字。《常用汉字表》基于《当用汉字表》修改制定。相对于以汉字全废为目的的当用汉字，常用汉字是一个限制比较缓和的“标准”。
大概于政府发表这些汉字政策的同时，日本标准协会（JIS）也针对计算机和文字处理机中所使用的汉字，尝试继续独立制定汉字的种类（字符集）和各汉字作为数据处理时的数值表达方式（字符编码）。这其中的“字符集”和常用汉字一样，是从大量的汉字中取出一定数目的汉字所形成的。俗称为JIS汉字。至今为止经过了数次修订。
最初的JIS汉字是于1978年所指定的6802个汉字（JIS C 6226）。俗称“旧JIS汉字”。1983年的标准则指定了6877个文字（含其它不属于汉字的字符）。这也被称为“新JIS汉字”，后来在1987年名称改为JIS X 0208。
“旧JIS汉字”和“新JIS汉字”之间曾有过字体替换。用“旧JIS汉字”编码的文档，在采用“新JIS汉字”的文字处理机上使用会出现字体改变的问题。而且，JIS字符集中采用了“包摄”的方法，不区分新旧字体，都使用同一个文字来表示，在希望区分两者的时候就会出现无法区分的问题。但另一方面，也存在如这样有多种写法的文字。

### 表外漢字字體表
1980年代中期以來，隨著文字處理系統以及個人電腦的假名漢字變換輸入普及，一直完全依靠手寫的日語記錄方法發生了較大的變化。和手寫不同，文字處理系統以及假名漢字變換輸入無論是對於筆劃多或者少的漢字所用的輸入時間都是相同的，使用者只要知道一個詞語的讀法或者寫法就能夠輸出該詞語（例如幾個詞在電腦上的輸入時間幾乎沒有區別）。因此，常用漢字以外漢字的使用環境得到了改善，以前減少使用的漢字的使用率漸漸平衡甚至開始增加。
對於《常用漢字表》所示的簡略化字体是否適用於《常用漢字表》外的漢字，國語審議會在《常用漢字表》前文中稱「目前并沒有特別的指示，各領域需要慎重討論」，「國語審議會持保留態度」。前述的「新JIS漢字」將簡略漢字擴張到了《常用漢字表》外的漢字（擴張新字體），一般書籍中的漢字字体由於文字處理系統以及電腦的文字環境導致輸出的字體出現了偏差。而且，出版界中對於「新JIS漢字」積極採用也致使《常用漢字表》外的漢字字体發生了混乱。對此國語審議會為了確立一定的「字体選擇原則」以公示社會各界，因而制定了《表外漢字字体表》（2000年12月最終報告）。
根據在實際印刷物中表外漢字使用狀況的調查，表外漢字字體表對於具有代表性的1022個表外漢字基本上都是以康熙字典體（即舊字形）作為「印刷標準字體」。但其中有22字附帶了採用俗體、略字的「簡易慣用字體」，而對於示部（礻）、食部（飠）以及辵部（⻌）則採取了新舊字形皆可接受的方針。總體來說，該表對於《常用漢字表》外漢字的字形基本上都採用了使用傳統字形的方針。
過去對於限制使用漢字持積極態度的各報社在表外漢字字體表頒佈後，在報紙用語懇談會中討論了減少以假名代替表外漢字的情況。之後發行的《記者手冊 新聞用字用語集》中表現出了增加使用漢字的傾向，因此以前使用假名漢字混用書寫的及等詞語開始直接使用漢字書寫。而且，隨著一部份報社排版工作的電子化，用旁註標記來給漢字注音的方法受到了歡迎，增加漢字使用的傾向整體越來越明顯。這種傾向在報紙以外的媒體中也同樣存在，如NHK也在《NHK 新用字用語辞典》中減少了假名漢字混用書寫。
《表外漢字字体表》對於以2000年以前的人名用漢字不適用，2000年以前的人名當以《人名用漢字別表》的字体為標準，在1990年人名用漢字中追加的和也因而以《人名用漢字別表》為標準，像（中有一點）和（辵部有兩點）并不屬於標準的寫法。這些漢字在2004年的JIS X 0213修改中也並沒有修改其字形。而另一方面，在2004年人名用漢字中追加的和則適用於《表外漢字字体表》，因此「中有一點」的和「兩點辵部」的成爲了標準寫法，2004年的JIS X 0213修改中也使兩字寫法符合了印刷標準字体。這兩對字很容易混淆，因此在使用時需要加以注意。

## 主要政策争论历史
自幕末以来，作为日语表记方法之一，汉字使用的是是非非屡次成为人们讨论的对象。批判汉字使用时所采用的根据有下面这些：
- 汉字的数量太多，也难以记住其读音和写法。
- 国际上大多数国家都是使用罗马字，使用汉字是自绝于世界。

打字机、计算机出现之后，也有人从机械化方面来批判：
- 因汉字数量巨大，文字处理机、计算机对其的处理要花费较长时间。
- 和产生只使用假名或罗马字的文档相比，产生汉字假名相混合的文档要经过所谓的“假名汉字转换”（かな漢字変換），损失效率。

上述这些理由也产生了如下的主张，认为依照政策来削减汉字使用或将汉字全部废除不再使用这种做法有利于国家利益。
1866年（庆应二年），前島密向当时在位的德川庆喜将军提出名为《汉字废止之议》（漢字御廃止之議）的报告和提议，这被世人认为是汉字废止论的先驱。他提出“汉字的习得过程没有效率，应予废止”的观点。另外还有下列人士以持有相同的主张而闻名。
- 贺茂真渊：《国意考》，批评汉字的数量过大，通过“佛典是使用50个字母构成的文字所书写而成的”、“荷兰语只使用了25个字母”等例子，论述使用类似于字母的表音文字——假名的便利。
- 本居宣长：《玉胜间》（玉勝間）
- 福泽谕吉：《文字之教》 1873年（明治六年）
- 西周《以洋字书国语之論》（洋字ヲ以テ国語ヲ書スルノ論），提倡罗马字
- 末松謙澄（日语：末松謙澄）：《日本文章论》（日本文章論） 1886年（明治十九年）
- 上田万年
- 森有礼：《日本的教育》（日本の教育）（提倡英语）
- 南部义筹：提倡罗马字
- 馬場辰猪（日语：馬場辰猪）：《日本语文典》（日本語文典）
- 志贺直哉：《国语问题》（国語問題）（《改造》1946年4月）

## 相关团体及其活动
- 报纸用语恳谈会（日语：新聞用語懇談会）
日本新闻（报纸）协会的加盟成员组成的会议，讨论报纸上的汉字使用。

## 相关项目
- 擴張新字體
- 文部科学省
- 字符编码
- 廢除漢字
- 漢字復活
- 日本汉字改革史